# Gornjoselci
Gornjoselci (cyr. Горњоселци) – wieś w Bośni i Hercegowinie, w Republice Serbskiej, w gminie Kozarska Dubica. W 2013 roku liczyła 86 mieszkańców.